# شارل إمنويل دفورك
شارل إمَنْويل دُفورك (1914–1982 م؛ بالفرنسية: Charles-Emmanuel Dufourcq) مؤرخ فرنسي للعصور الوسطى.
من أهم أعماله كتاب «الحياة اليومية في أورُبّا العصور الوسطى تحت الهيمنة العربية» الصادر عام 1978، والحائز على جائزة برُكيت كُنان (Broquette-Gonin) للأدب من طرف الأكاديمية الفرنسية. يعرض هذا الكتاب صورة عن التواجد الإسلامي في أوروبا، خاصة في إسبانيا وصقلية.